# Ostorosi-víztározó
Az Ostorosi-víztározó egy mesterséges tó a Heves vármegyei Ostoroson, a Bükk déli lábánál. A víztározó a horgászok körében közkedvelt.

## Földrajz
A 30 hektáron elterülő tavat az Ostoros-patak felduzzasztott vize táplálja és egyúttal ugyanezen patak szállítja el. A tó mellett kelet felől két kiemelkedés dombja húzódik, melyek közül a tó északi részénél fekszik az Aranybika-tető 250 méter magas tömbje, míg tőle délebbre, a tó keleti partján található a Közép-hegy 250 méteres magasságú dombja. A tótól délkeletre fekszik a 260 méter magas Pünkösd-hegy. A tótól keletre erdőség borítja a domboldalakat.

## Története
A nyolcvanas években alakították ki a tavat, az Ostoros-patakon létesített gát segítségével. A rendszerváltás idején a tó az Egyetértés Szövetkezet és az ostorosi önkormányzat tulajdonában volt. 2002-ben árverésen kelt el a szövetkezet tulajdonrésze. A vételár 75 millió forint volt. A korábban fürdésre is használt tavat ettől kezdve már csak a horgászok vehették igénybe, mert az új tulajdonos nem járult hozzá a szabadtéri fürdőzéshez.

## Élővilága
A tóban több telepített halfaj is megtalálható, mint például az európai harcsa (Silurus glanis), keszeg, kárász, busa, ponty, amur (Ctenopharyngodon idella), csuka (Esox lucius), süllő (Sander lucioperca) és a törpeharcsa (Ameiurus nebulosus).

## Lásd még
- Domoszlói-víztározó
- Markazi-víztározó